# Muzeum Diecezjalne w Opolu
Muzeum Diecezjalne w Opolu powstało 21 listopada 1987 roku dzięki inicjatywie ks. bp. Alfonsa Nossola i było pierwszym w Polsce po II wojnie światowej muzeum wybudowanym od podstaw. Czynne jest we wtorki, czwartki oraz pierwsze niedziele każdego miesiąca.

## Zbiory
Ekspozycja uwzględnia:
- szaty, księgi, mszały, paramenty,
- dzieła w trakcie prac konserwatorskich, dzięki temu zwiedzający mają możliwość zapoznania się ze skomplikowanym procesem przywracania dziełom sztuki pierwotnego wyglądu i blasku,
- barokowe kielichy, monstrancje i relikwiarze wykonane przez złotników nyskich i wrocławskich,
- dzieła sztuki sakralnej, pochodzące z parafii Opolszczyzny.

Do najcenniejszych zabytków należą:
- figura "Madonna z Dzieciątkiem" z praskiej szkoły Parlerów,
- figura "Krucyfiks" z kręgu Tilmana Riemenschneidera,
- "Pietà" z warsztatu Wita Stwosza,
- florencki renesansowy obraz w tondzie "Madonna z Dzieciątkiem i Św. Janem Chrzcicielem",
- "Adoracja Dzieciątka" ze szkoły Fra Angelico,
- srebrna sukienka Matki Boskiej Opolskiej ufundowana przez króla Jana III Sobieskiego jako votum po zwycięskiej bitwie pod Wiedniem
- kielich z 1467 roku z grawerunkiem przedstawiającym „Chrystusa w studni" i popiersia świętych, pierwotnie w parafii w Karłowicach Wielkich[1].

## Działalność
Zadaniem muzeum jest gromadzenie powstałych przed wiekami na terenie województwa opolskiego obiektów sakralnych, ich ochrona, konserwacja, eksponowanie i ukazywanie przeszłości ziemi opolskiej, a także kultury plastycznej tworzonej obecnie.
W muzeum mieści się bowiem galeria współczesnej sztuki sakralnej, w której organizowane są wystawy malarstwa, rzeźby, rysunku, grafiki, fotografii i innych działań plastycznych współczesnych artystów polskich i zagranicznych. W salach muzeum odbywają się koncerty, wieczory poetyckie i przedstawienia teatralne.